# 歙县站
歙县站位于安徽省黄山市歙县百花台，有皖赣铁路经过，距离芜湖站224千米，距离贵溪站346千米。车站办理皖赣线部分旅客列车客运业务，货运办理整车普通货物到发装卸业务，主要发送化肥、矿石、粮食、其他货物；主要到达化肥、粮食、煤炭、化工等货品。

## 车站结构

### 站房
歙县站站房面积1327.6平方米，为徽派建筑风格。由于歙县站停站列车少，因此售票处和候车室采取定时开放的措施。候车室的开放时间为早上6：20—8：40，上午10：40—11：30，下午13：20—14：40和晚上18：00—21：40。由于售票处的分时段开放，使得旅客的购票取票颇为麻烦，当地人大代表建议在售票处设置自助售取票机以方便乘客。
- 售票处
- 候车室
- 进站口
- 出站口

### 站场
歙县站设有一座侧式月台和一座岛式月台，3条股道，其中2股为到发线；2站台旁是皖赣铁路正线。目前从候车室到2，3站台并没有天桥或地道，旅客进入上述站台需穿越1，2站台的股道。车站货场设3条货物线，并设有通往歙县国家粮食储备库的专用线。
| 侧式站台 |               |
| 1站台    | 皖赣铁路      |
| 2站台    | 皖赣铁路 正线 |
| 岛式站台 |               |
| 3站台    | 皖赣铁路      |

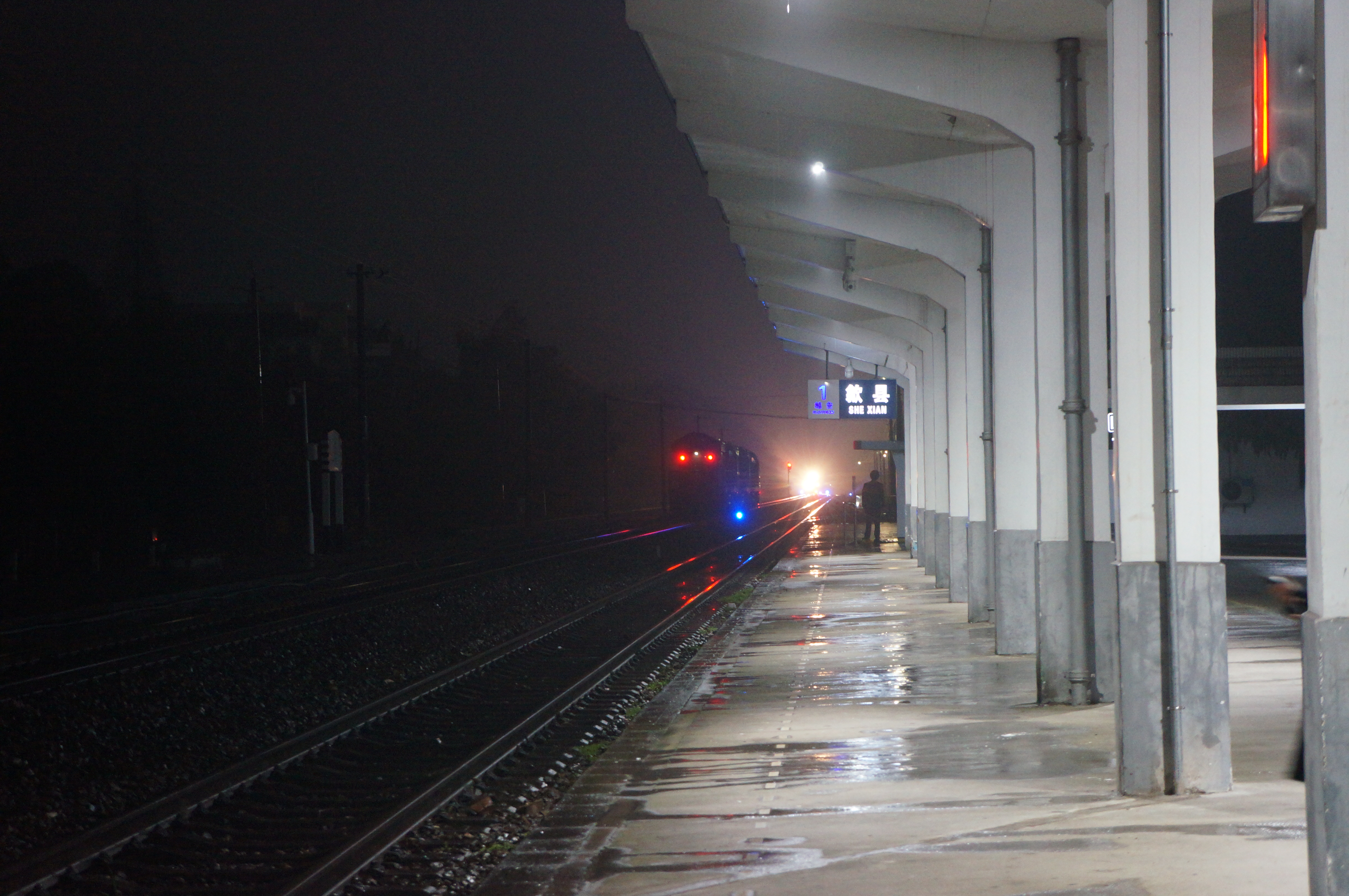
1站台雨棚
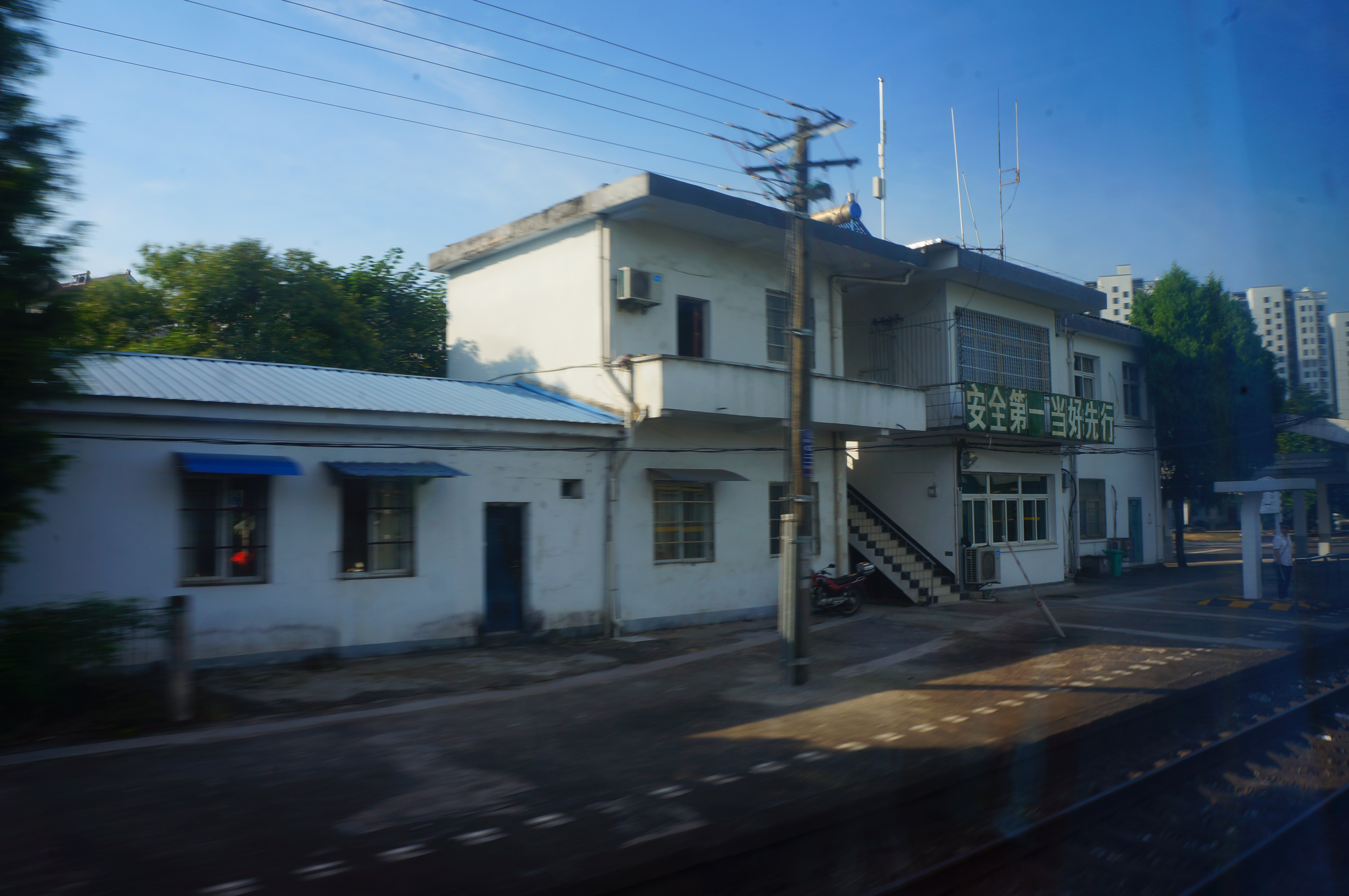
车站行车室
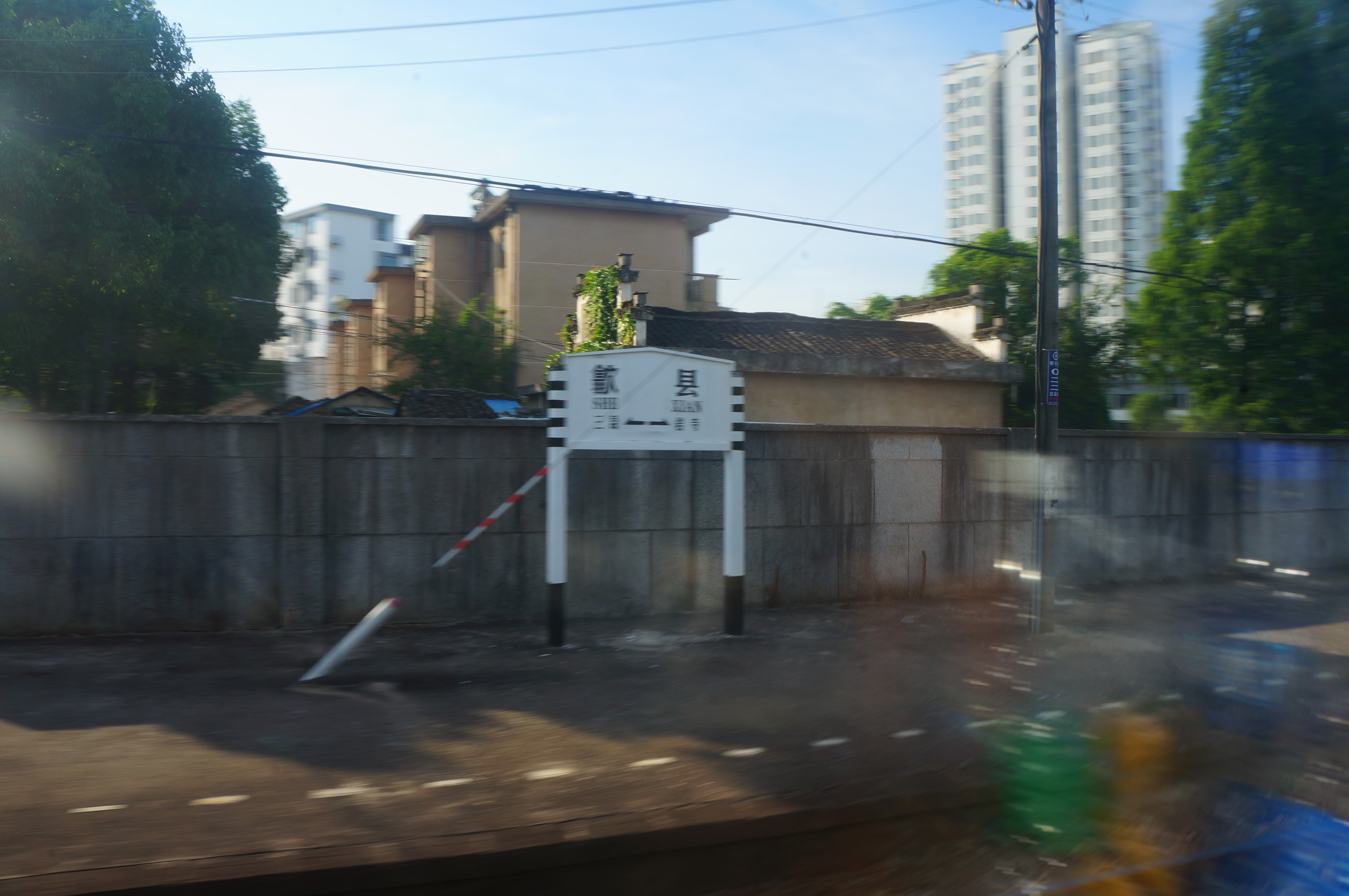
行车室附近站牌
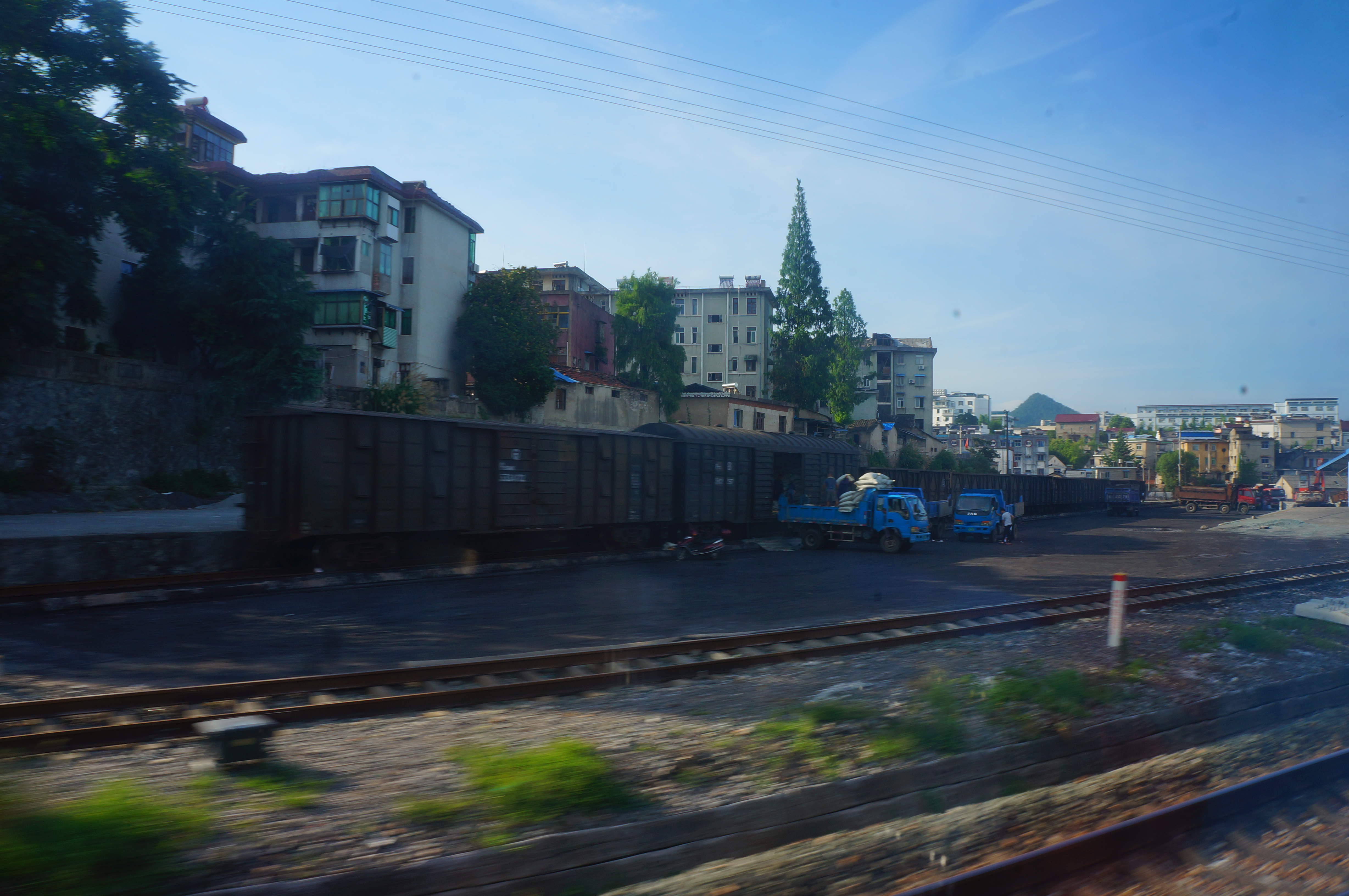
货场
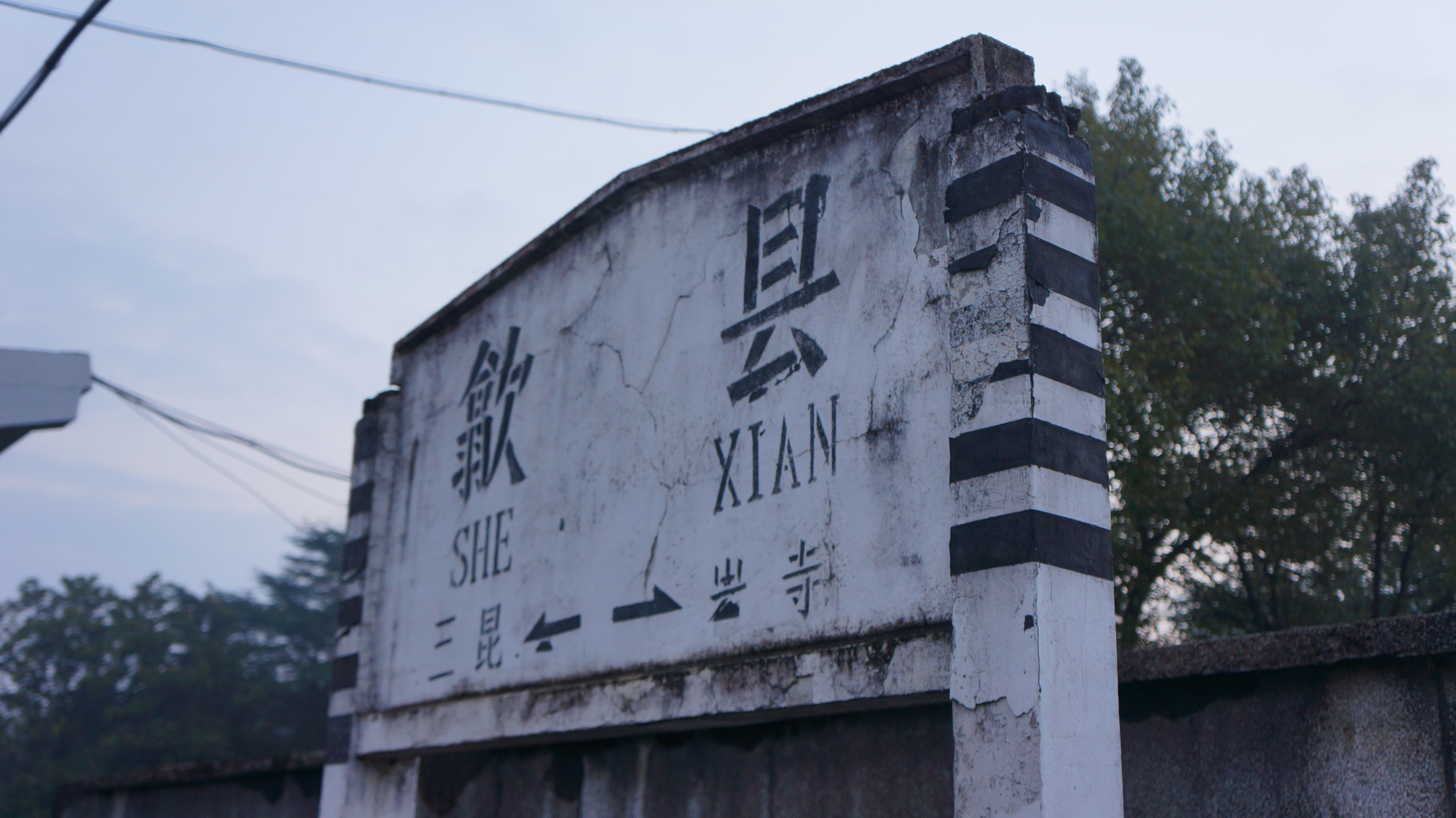
车站站牌